# Morebath
Morebath – wieś i civil parish w Anglii, w Devon, w dystrykcie Mid Devon. W 2011 civil parish liczyła 314 mieszkańców. Morebath jest wspomniana w Domesday Book (1086) jako Morebade/Morebatha. To zawiera Exebridge, Loyton i Warmore.